# بت مورگان (بازیکن بسکتبال)
بت مورگان (انگلیسی: Beth Morgan؛ زادهٔ ۵ ژوئن ۱۹۷۵) بازیکن بسکتبال اهل ایالات متحده آمریکا است.
وی در مسابقات کشوری و بین‌المللی در مجموع برندهٔ ۱ مدال طلا، ۱ مدال برنز شده‌است.